# インターナショナル・ペーパー
インターナショナル・ペーパー・カンパニー（英語: International Paper Company）は、世界最大級のアメリカ合衆国の製紙業者。従業員数はおよそ3万9千人。テネシー州メンフィスに拠点を置く。

## 沿革
1898年1月31日創業。米国北東部に拠点をおく製紙業者18社が合併して設立された。ウィリアム・オーガスタス・ラッセルとヒュー・J・チザムが共同設立者。マーゲンターラー・ライノタイプ社社長のフィリップ・テル・ドッジが11年間チェアマンを務めていた。ライノタイプの発明によって新聞のサイズが拡大し、新聞紙の需要も押し上げた。

### ハドソン川工場
サカンダガ川がハドソン川に合流するニューヨーク州コリンスにあったハドソン川工場は19世紀後半に発展した近代製紙業のパイオニアである。1869年にニューヨーク初の新聞紙工場として設立された。
20世紀初めには、ハドソン川工場は社内最大級の工場および本社として利用され、製紙業に従事する労働者の労働運動の舞台にもなった。
第二次世界大戦後、同工場の労働者は塗工紙の製造を始めた。このように同工場は20世紀において中心的な役割を果たしたが、経済的な変化の結果2002年11月に閉鎖された。同工場は2011年に部分的に解体される予定だった。アスベスト除去を含む解体工事はノーススター・グループ・サービス社によって行われた。
可燃性の高い製品を製造する都合上、インターナショナル・ペーパー社は工場の壁や床、天井などに防火材としてアスベストを利用していた。また工場の構造体だけでなく、パイプやボイラーにも利用されていた。しかし、後になってアスベストが健康被害を生じることが明らかになった。1920年代から既に健康被害を生じることが分かっていたにもかかわらず、同社はアスベストの危険性を秘匿した。その結果、元従業員の多くが中皮腫を患うこととなった。

### 1987年から88年にかけてのストライキ
1987年に始まったストライキは製紙業に従事する従業員で構成される労働組合UPIUと共に行われ、同社が米国内に保有する複数の工場で実施された。このストライキは翌年まで継続し、会社側は代替要員の雇用に踏み切った。このストライキ中、メイン州にあったアンドロスコッギン工場は全米の注目を集めた。このストライキは労働組合に所属しない労働者が代替することで完結した。2006年には同工場がヴェルソ・ホールディングスに売却され、2023年3月に閉鎖された。

### 買収
- 1986年：ハマーミル・ペーパー買収[19]
- 1988年：マソナイト買収
- 1989年：ドイツの製紙業者Zanders Feinpapiere AGとフランスの製紙業者Aussedat Reyを買収
- 1995年：フェデラル・ペーパー・ボード買収[19]
- 1999年：ユニオン・キャンプ・コーポレーション買収
- 2000年：チャンピオン・インターナショナル買収[19]
- 2008年：ウェアーハウザーの段ボール原紙事業を60億ドルで買収
- 2012年：段ボール製造会社のテンプル＝インランドを45億ドルで買収[19][20]
- 2016年：ウェアーハウザーのセルローズファイバー部門を買収[21]
- 2025年：イギリスの包装業者DSスミスを72億ドルで買収[22][23][24]。

### 事業再編：2005年～2006年
2005年から2006年にかけて大規模な事業再編が行われ、600万エーカー（2万4千平方キロメートル）の保有林と塗工紙事業、クラフト紙事業、製材事業、飲料包装事業、そしてアリゾナ・ケミカルとニュージーランドのカーター・ホルト・ハービーが売却された。メイン州、ミシガン州、ミネソタ州に合わせて4つの工場を有していた塗工紙事業は投資ファンドのアポロ・グローバル・マネジメントに売却され、現在はヴェルソ・ペーパーという名称で事業を行っている。ノースカロライナ州ロアノークラピッズにあるクラフト紙工場とアーカンソー州フォーダイスにあるダンネージバッグ工場で構成されていたクラフト紙事業は同業のキャプストーン社に売却され、キャプストーン・クラフト・ペーパーという名称で事業が継続されている。
飲料包装事業は子会社のカーター・ホルト・ハービーに譲渡したうえでCHH社が買収し、エバーグリーン・パッケージングという名称で事業が継続している。製材事業はカナダのブリティッシュコロンビア州バンクーバーに拠点を置くウェスト・フレーザー・ティンバーが買収した。これには13の製材所も付属し、同社は北米第2の製材業者となった。

## ロゴタイプ
旧ロゴタイプはアメリカ人グラフィックデザイナーのレスター・ビールとリチャード・ロジャースによって1960年に制作された。このロゴでは、アルファベットの「I」と「P」を組み合わせて木のように見える矢を作り、それを円で囲っていた。当時のデザインには、製紙用の材木に印刷できるくらいシンプルでなければならないという制約があった。2023年3月7日、同社は創業125周年を記念してブランド刷新を発表した。これに伴い新ロゴも発表され、緑のモノグラムでIとPの字を表している。エンブレムはダークグリーンで、その右側にサンセリフで社名が2段に分けて書かれている。

## 本社

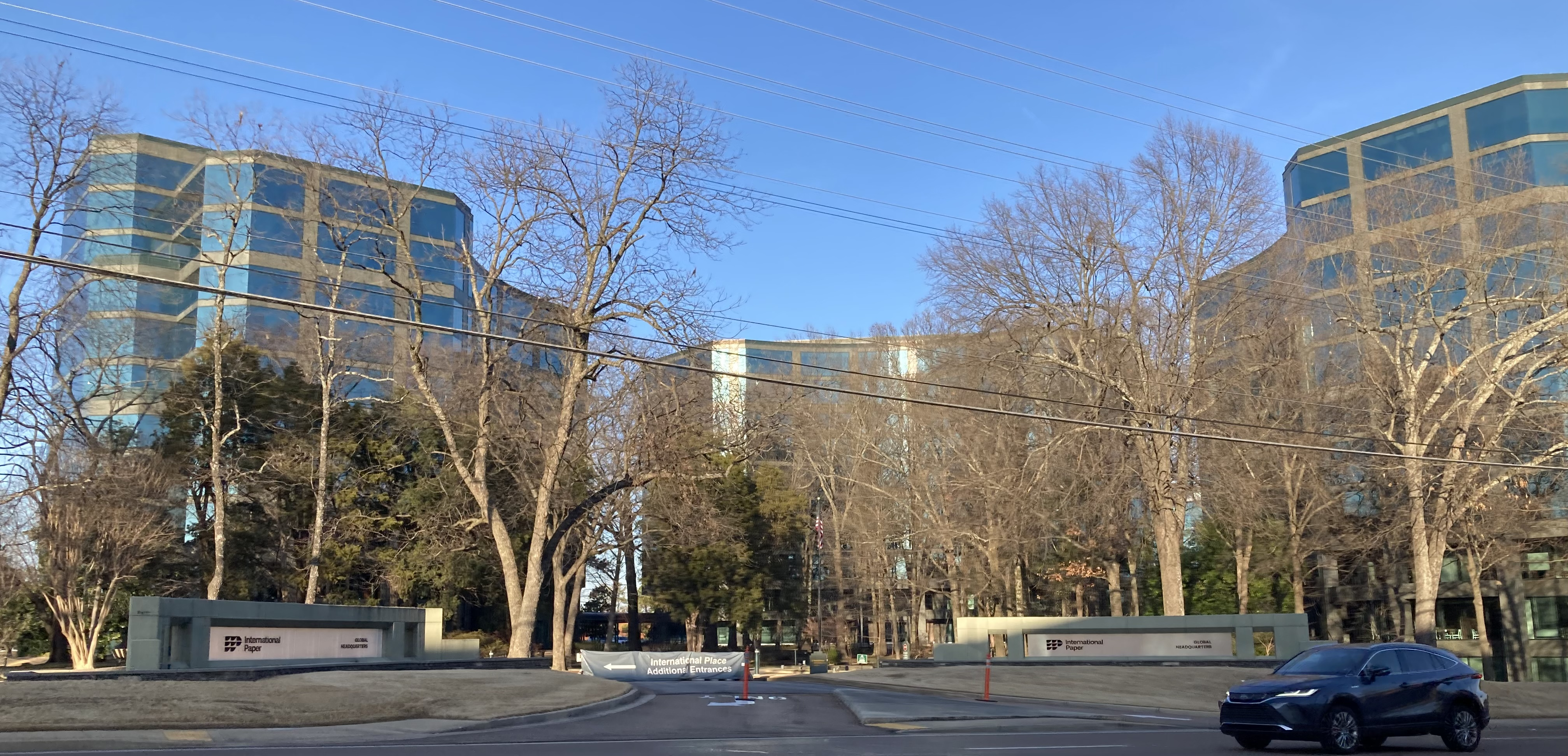
本社社屋（テネシー州メンフィス）

テネシー州メンフィスに3つのオフィスビルを有している。そのうちタワーワンとタワーツーの一部を本社社屋として利用し、タワーツーの残り5千平方メートルとタワースリーのすべてを賃貸オフィスとして貸し出している。
タワースリーは2000年にタワーワン、タワーツーの間に建設された11階建てのビルで、延床面積は234,000平方フィートである。クランプ・ファームが設計し、ビル内にはオフィスや会議室のほか、トレーニングルームや飲食スペースも設けられている。当初は先に建てられた他2棟に似せるため、外構用の花崗岩を1980年代半ばに購入し、保管していた。しかし、1994年に制定されたメンフィス市の建築基準法には地震学を踏まえた基準が導入されたため、当初案は廃案となってしまった。
2012年、インターナショナル・ペーパー社は9億200万ドルをかけて延床面積235,000平方フィートの新社屋をイースト・メンフィスに建設すると発表した。
これら4棟のオフィスビルに加えて、同社は航空機用の格納庫とデータセンター、リサイクル施設、倉庫2棟を有している。

## 製品・組織構造

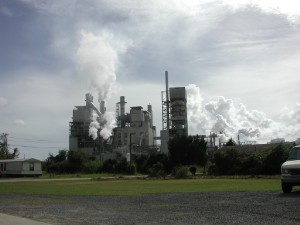
製紙工場（サウスカロライナ州ジョージタウン）

同社はかつて世界有数のプラスチック製の蓋および紙コップの製造業者であり、マクドナルドやウェンディーズ、サブウェイなど数多くのファーストフードチェーンに納入していた。しかし、同事業は2018年1月にグラフィック・パッケージングに売却された。また、製材事業も2007年にウェスト・フレーザー・ティンバーに売却された。同事業にはコピー用紙や封筒の生産も含まれていた。
同社は1956年7月3日から長年にわたりダウ平均株価の銘柄に選ばれてきたが、2004年にAT&Tコーポレーション、コダックと一緒に外れることとなった。